# جورج هندري
جورج هندري (بالإنجليزية: George Hendry)‏ هو لاعب تنس الطاولة أمريكي، ولد في 2 سبتمبر 1920 في سانت لويس في الولايات المتحدة، وتوفي بنفس المكان في 17 أغسطس 2011.

## وصلات خارجية
- جورج هندري على موقع منظمة تنس الطاولة العالمي (الإنجليزية)